# Захарен памук
Вижте пояснителната страница за други значения на Памук.
Захарният памук е вид сладкарско изделие, което представлява тънки влакна захар, образуващи бухнал лепкав десерт, предлаган навит около клечка.

## История
Измислен е в САЩ от зъболекаря Уилям Морисън и сладкаря Джон Уортън през 1904 г., като е представен за първи път на панаира по случай 100 години от закупуването на Луизиана, в Сейнт Луис, Мисури. Двамата новатори успяват да продадат цели 68 655 броя на цена от четвърт долар, което е половината от входната такса на самия панаир.

## Производство
Захарният памук се прави от захар и хранителни оцветители. И днес технологията на производство и машините не са се променили много от едно време. Самите машини представляват голям кръгъл метален леген, в средата на който има малък въртящ се съд. В този съд се налива захарта и се добавя оцветител. Нагревател разтапя захарта и тя, под действието на центробежната сила, се излива през ситни дупчици в големия леген, където кристализира. Въртейки клечка или вафлена фунийка по ръба на големия съд, „памукчията“ събира тънките нишки захар и така придава форма на продукта. Понеже захарният памук е пълен с въздух, изглежда огромен, особено в ръцете на малките деца, които са основните желаещи да опитат. Обикновено размерите на готовия продукт надхвърлят значително големината на нормална човешка глава. Много хора възприемат яденето на захарен памук като неразделна част от атракции като цирк или панаир. Най-разпространеният му цвят е розовото, но и бялото. Огромно удоволствие за децата е не само яденето на захарен памук, но и наблюдаването на процеса на производство. Първоначално изглежда мек като вълна, а в устата се топи.
Захарният памук е мек, докато е сух, но ако се намокри, става лепкав. Ето защо при по-влажно време, трайността му силно се намалява.
Произвежда се също захарен памук в херметични картонени или пластмасови кутии.